# Географија Грчке
Грчка се налази у југоисточној Европи на Балканском полуострву. Територија Грчке Горе заузима приближно 131.990 km².
Грчка излази на Егејско, Јонско, и на Медитеранско море између Албаније и Турске. Налази се на 39 степени СГШ и 22 степена ИГД.
Копнене границе су јој дуге укупно 1.288 km. Граничи се са Албанијом у дужини од 282 km, Бугарском 494 km, Турском 206 km, Републиком Македонијом 246 km. Обале су јој дуге 13.676 km.
Обала је веома разуђена, са мноштвом острва, полуострва и залива. Њихова обала је по разуђености друга у Европи. Највећи део државе је под планинама, највиши врх је Олимп са 2.917 метара надморске висине. Земља није погодна за развој пољопривредне културе осим у неким долинама уз реку.
Рељеф Грчке је претежно планински. Дуж западних обала пружају се Пиндске планине, на које се настављају планине на Пелопонезу и Криту. У североисточном делу су Родопске планине. Низија је мало и настале су таложењем речних наноса. То су у долини реке Пиниос Тесалија, у долини реке Вардар Солунска низија и у долини реке Марице Тракија. Тло је на овом простору нестабилно, због чега су чести земљотреси.

### Клима
Грчка првенствено има медитеранску климу, са благим, влажним зимама и топлим, сувим летима. Ова клима се јавља на свим приморским локацијама, укључујући Атину, Киклада, Додеканези, Крит, Пелопонез и делове Стере Еладе (Централна Континентална Грчка). Пиндус планине снажно утичу на климу земље, због веће изложености југозападном систему довођења влаге.
У планинским областима северозападне Грчке (делови Епира, Централна Грчка, Тесалија, Западна Македонија), као и у планинским централним деловима Пелопонеза - укључујући делове префектура Ахаја, Аркадија и Лаконија - карактеристична је алпска клима са обилним снежним падавинама. У унутрашњости северне Грчке, у централној Македонији и Источној Македонији и Тракији карактеристична је умерена клима са хладним, влажним зимама и топлим, сувим летима. Снежне падавине се јављају сваке године у планинама и северним деловима, а кратке снежне падавине се ретко јављају у нижим јужним областима, као што је Атина.

## Привреда
Грчка је поморска земља са јако развијеним риболовом, а у одређеној мери и индустријом и пољопривредом. Иако је грчка економија под јаким утицајем страног капитала, пре свега из Европске уније, у задње време јача државни сектор, а самим тим и унутрашње улагање у сопствени привредни развој.
Пољопривреди недостаје одговарајуће земљишта, само 24% земљишта је обрадиво. И поред неповољних географских и климатских фактора, због све интензивнијег наводњава сваке године пољопривреда расте јер скоро половина становништва живи од ње. Највише је развијен узгој маслине, винове лозе и воћарских култура. У долинама и рекама се гаји дуван и памук па је Грчка међу водећим произвођачкима дувана у свету, и највеће произвођаче памука у Европи. Главни усеви су пшеница, кукуруз, јечам, пиринач, маслине, цитруси и мандарине.
Рударство се, због природног богатства рудом, недавно развило. Грчка је богата следећим рудама: мермером, нафтом, бокситом, манганом, никлом, цинком, баритом, сумпором и сребром.
Индустрија се развила у последњих 30 година. Међу њеним гранама доминирају обојена металургије, прехрамбена, текстилна, хемијске, електрична и фармацеутска индустрија, бродоградња, производња коже и дрвета. У Грчкој постоји и неколико рафинерија нафте.
Туризам је једна од најразвијенијих грана привреда, захваљујући природним лепотама и великом броју туристичких дестинација са добро изграђеном пратећом инфраструктуром. Сваке године Грчку посети више од 23,6 милиона туриста, што јој доноси приход већи од 14,2 милијарди € (податак из 2015. године).